# Pseudichthyodes schultzei
Pseudichthyodes schultzei är en skalbaggsart som beskrevs av Stefan von Breuning 1966. Pseudichthyodes schultzei ingår i släktet Pseudichthyodes och familjen långhorningar.
Artens utbredningsområde är Filippinerna. Inga underarter finns listade i Catalogue of Life.